# Красновецька Даріна Олексіївна
Дарина Олексіївна Красновецька (нар. 7 травня 2007, Вінниця, Україна) — українська співачка, представниця України на «Дитячому Євробаченні-2018», учасниця проєкту «Голос. Діти» (4 сезон) на телеканалі «1+1». Двічі перемагала у дитячому фестивалі «Чорноморські ігри» (2017, 2018 роки).

## Біографія
Народилась 7 травня 2007 року в місті Вінниця.
З 6 років (з 2013 року) починає займатися вокалом в майстерні естрадного вокалу «Зоряна мрія» при Вінницькому міському палаці мистецтв «Зоря». Першим її педагогом стала Нагірна Віолетта Романівна.
У 2014 році вона поступила в Музичну школу № 2 в м. Вінниця, де вчиться в даний час по класу фортепіано. Дарина також захоплюється грою на барабанах.
Дарина посідала призові місця на багатьох всеукраїнських, міжнародних конкурсах та фестивалях, таких як: «Крок до мрії», «Музичний Олімп», «Об'єднуємо серця», «Подільський зорепад», «Зіркафест — мамине щастя», «Зоряна хвиля», «Квітка надії», «Зоряні мости», « Empire of arts» тощо.
У 2017 році Дарина брала участь у сліпих прослуховуваннях четвертого сезону шоу «Голос. Діти» з пісню Джамали «1944», де вона потрапила в команду Монатіка. Вибула із проекту на етапі «Вокальні бої».
Влітку цього ж року Дарина взяла участь у дитячому фестивалі «Чорноморські ігри» та посіла перше місце в категорії «вокалістки (молодша група)».
Улітку 2018 року вона знову взяла участь у дитячому фестивалі «Чорноморські ігри» в Скадовську з піснею «Je suis malade» та посіла перше місце в категорії «вокалістки (середня група)».
Дарина Красновецька — резервіст фестивалю «Червона рута». Дарина також вже три роки поспіль є стипендіатом Глави Вінницької міської ради.
Окрім співу, у дівчинки багато захоплень: вона любить малювати, подорожувати, займається сучасними танцями та вміє грати на фортепіано.

### Дитяче Євробачення 2018

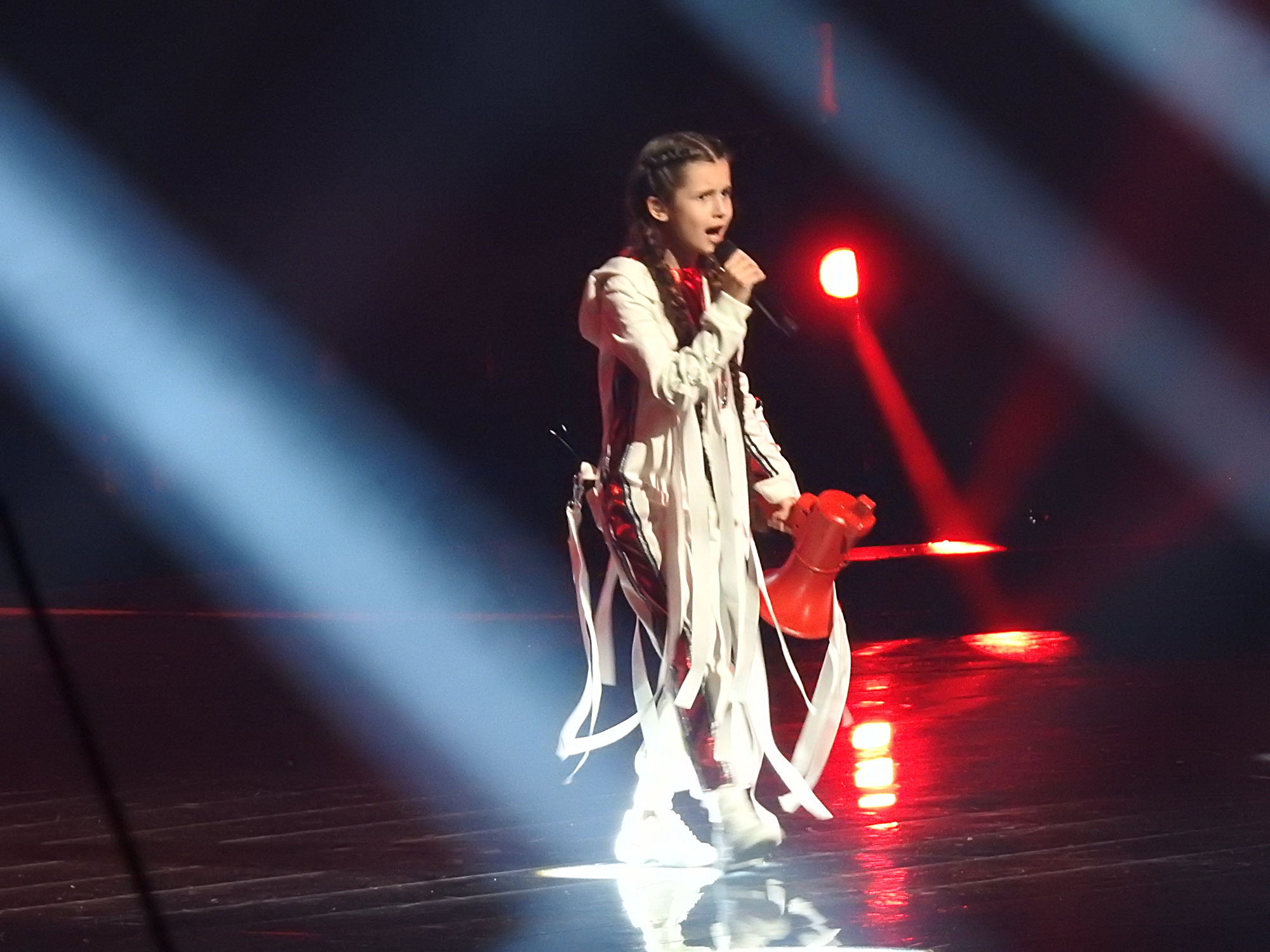
Репетиція Дитячого Євробачення, 2018

У вересні 2018 року було повідомлено, що Дарина Красновецька стала переможницею національного відбору на «Дитяче Євробачення 2018» з піснею «Say Love». Слова до цієї пісні вона писала спільно з Володимиром Шариковим та Михайлом Клименком. Вона також є співавторкою музики. У жовтні вийшов офіційний кліп до пісні.
25 листопада відбувся фінал «Дитячого Євробачення 2018» у Мінську, Білорусь. Відповідно до результатів жеребкування, Дарина виступала першою. Юна співачка вийшла на сцену в стилізованому біло-червоному костюмі з рупором, який спеціально перефарбували під колір її вбрання. У результаті голосування телеглядачів та професійного журі представниця України посіла 4 місце.

## Відео
- «Say Love» [Архівовано 29 січня 2019 у Wayback Machine.], виступ на Дитячому Євробаченні-2018 в Мінську (YouTube)
- «Say Love» [Архівовано 25 листопада 2018 у Wayback Machine.], офіційний відеокліп для участі у Дитячому Євробаченні-2018 (YouTube)
- «1944» [Архівовано 2 вересня 2019 у Wayback Machine.], перший виступ (вибір наосліп) у проекті «Голос. Діти» (YouTube)
- «Je suis malade» [Архівовано 17 березня 2020 у Wayback Machine.], виступ у фіналі «Чорноморські ігри» (YouTube)